# Lycée Condorcet
O Lycée Condorcet anteriormente conhecido como Lycée Bonaparte, é um dos quatro liceus mais antigos de Paris e também um dos mais prestigiados. Foi fundada em 1803 em sua localização atual na rue du Havre 8, entre Gare Saint-Lazare e Boulevard Haussmann, no 9º arrondissement.

## Alunos famosos
- Jean-Dominique Bauby, um conhecido jornalista e escritor francês
- Daniel Buren, um artista conceitual francês
- Edouard Drumont, um anti-semita francês e um precursor do fascismo
- Édouard Vuillard, um ilustrador do grupo Les Nabis e pintor francês

## Ligação externa
- Página oficial